# Lolocolo
Lolocolo ist eine osttimoresische Aldeia im Suco Atabae (Verwaltungsamt Atabae, Gemeinde Bobonaro). 2015 lebten in der Aldeia 7 Menschen. Die Grenzen haben sich seitdem verändert, so dass die Einwohnerzahl heute deutlich größer ist.

## Geographie
Lolocolo liegt im Westen des Sucos Atabae. Nördlich befindet sich die Aldeia Made Bau, östlich die Aldeia Fatubesi und südlich die Aldeia Saburapo. Im Westen grenzt Lolocolo an den Suco Rairobo. An der Nordwestgrenze liegt der Monte Atabae (964 m, 08° 47′ S, 125° 10′ O).
Größter Ort in der Aldeia ist das Dorf Poetete, im Westen von Lolocolo. Im Ort steht eine Kapelle. Eine weitere kleine Siedlung liegt im Osten der Aldeia.

## Politik
2023 wurde Julios Tavares um Chefe de Aldeia gewählt.